# 田儀村
田儀村（たぎむら）は、島根県簸川郡にあった村。現在の出雲市多伎町口田儀、多伎町奥田儀にあたる。

## 地理
- 海洋：日本海[1]
- 河川：田儀川[1]

## 歴史
- 1889年（明治22年）4月1日、町村制の施行により、神門郡口田儀村、奥田儀村が合併して村制施行し、田儀村が発足[1][2]。
- 1896年（明治29年）4月1日、郡の統合により簸川郡に所属[2]。
- 1954年（昭和29年）4月1日、安濃郡富山村の大字神原字山郡の一部を編入した[1][2]。なお、これによって安濃郡は消滅した。
- 1956年（昭和31年）9月30日、簸川郡岐久村と合併して、多伎村を新設して廃止[1][2]。

## 産業
- 農業、木炭[3]、漁業[4]。

## 交通

### 鉄道
- 1915年（大正4年）国有鉄道山陰本線、田儀駅を開設[4]。

### 港湾
- 田儀港[1]